# Millington (Tennessee)
Millington város az Amerikai Egyesült Államok Tennessee államában, Shelby megyében. Lakosainak száma 10 582 fő (2020. április 1.).

## Népesség
A település népességének változása:

| 2010 | 10 176 |
| 2020 | 10 582 |